# Mártonfi László
Mártonfi László (Szamosújvár, 1903. január 2. – Marosvásárhely, 1973. október 20.) erdélyi magyar gyógyszerész, gyógyszerészeti szakíró. Mártonfi István öccse.

## Életútja
Az erdélyi örmény Mártonfi  család leszármazottja.    Testvére Dr. Mártonfi István.
Oklevelét az I. Ferdinand Egyetemen szerezte (1927), itt nyerte el a gyógyszerész-doktori címet is (1931). Egyetemi gyakornok, majd tanársegédként Pamfil professzor munkatársa (1926–32). Gyógyszerész Kolozsvárt (1933–49). 1949. február 1-től a marosvásárhelyi Marosvásárhelyi Orvosi és Gyógyszerészeti Egyetem Gyógyszerészeti Karán egyetemi tanár, a Gyógyszerészeti Kémiai tanszék megalapítója és vezetője.
A Farmacia szakfolyóirat szerkesztőbizottsági tagja, jelentős szerepet játszott a Farmacopeea Română gyógyszerkönyv 7. és 8. kiadásának kidolgozásában. Tudományos kutatásai közül kiemelkedik az olajos Röntgen kontrasztkészítmények előállításával (1965), a növényi olajok tárolás során végbemenő változásainak megakadályozásával (1957), egyes alkaloidok kristálytani azonosításával kapcsolatos tanulmányai. Új módszert dolgozott ki a kén és kéntartalmú gyógyszerkészítmények meghatározására, amit a hazai és külföldi gyógyszerkönyvek is átvettek.

## Egyetemi jegyzetei
- Szervetlen gyógyszerészeti-kémia jegyzetek (Marosvásárhely, 1950)
- Gyógyszerkémia (Marosvásárhely, 1959)